# Titularbistum Luni
Luni ist ein Titularbistum der römisch-katholischen Kirche. 
Es geht zurück auf einen Bischofssitz in der Stadt Luna, die sich in der italienischen Region Ligurien befindet. Es gehörte der Kirchenprovinz Genua an.
| Titularbischöfe von Luni |                                             |                                          |                  |               |
| Nr.                      | Name                                        | Amt                                      | von              | bis           |
| 1                        | Vincenzo Zarri                              | Weihbischof in Bologna (Italien)         | 24. Mai 1976     | 9. April 1988 |
| 2                        | Ján Sokol                                   | Weihbischof in Trnava (Tschechoslowakei) | 19. Mai 1988     | 26. Juli 1989 |
| 3                        | Edward Nowak Titularerzbischof pro hac vice | Kurienerzbischof                         | 24. Februar 1990 |               |